# Front de convergence nationale
Le Front de convergence nationale (espagnol : Frente de Convergencia Nacional, FCN-Nación), est un parti politique au Guatemala fondé en janvier 2008. Il avait pour secrétaire général Jimmy Morales, élu président de la République du Guatemala le 25 octobre 2015.

## Histoire
Le parti a été fondé le 7 janvier 2008 par des militaires inquiets des enquêtes menées sur les crimes de la guerre civile. Environ 200 000 personnes avaient été tuées et des communautés entières de paysans indigènes, accusées de collaboration avec la guérilla, exterminées, conduisant à l'inculpation et à la condamnation de l'ancien président Efraín Ríos Montt à 80 ans de prison pour génocide.
En décembre 2016, le FCN est signalé par le Tribunal suprême électoral pour ses finances de campagne aux origines douteuses. Le chef du parti, Edgar Justiniano Ovalle, est mis en cause par la Commission contre l’impunité au Guatemala pour des crimes de guerre perpétrés durant la guerre civile.
Le FCN exerce le pouvoir au Guatemala entre 2016 et 2020 sous le gouvernement de Jimmy Morales. D'après l'universitaire Simon Bertrand « les quatre années du gouvernement Morales ont démontré toute l’influence des réseaux d’ex-généraux et d’une élite économique qui tirent les ficelles du pays depuis des années (...). Dès son arrivée au pouvoir, Morales a fait se succéder les décisions favorables à ce pouvoir de l’ombre en adoptant à la hâte des projets de loi afin d’assouplir les normes du travail déjà très laxistes du pays. »